# Kandelaar (Zuid-Holland)
Kandelaar of De Kandelaar is een buurtschap van een dertigtal huizen en boerderijen die tegenwoordig deel uitmaakt van het Rotterdamse stadsdeel Overschie. Kandelaar ligt tussen Delft en de Schiedamse wijk Kethel aan de westzijde van de Delftse Schie net ten noorden van waar de Poldervaart uitloopt in de Schie. Tegenover het noorden van Kandelaar ligt Zweth aan de oostkant van de Schie. Het zuiden van Kandelaar ligt pal tegenover crematorium Hofwijk. Ten noorden van de Kandelaar en de Zweth ligt sinds het eind van de 20e eeuw de Kandelaarbrug, een fiets- en voetgangersbrug die een eerdere veerpont heeft vervangen.
Kandelaar ligt in de Noord-Kethelpolder. De eerste bebouwing in Kandelaar ontstond vermoedelijk aan het begin van de 19e eeuw. De naam heeft Kandelaar te danken aan een lichtbron die in de vroege 17e eeuw bij herberg "De Candelaar" stond ter verlichting van de schepen die daar in het donker afmeerden.
Al eerder dan de 19e eeuw was er sprake van bewoning van de Kandelaar. Uit het notariële actenboek no. 891 op pag. 479 van het Gemeentearchief van de gemeente Schiedam staat op "den 5. september 1766" vermeld dat Alewijn van der Vaart (bouwman) woonde "aan de Kandelaar, in den ambagte Ketel."
Tot 1941 maakte Kandelaar deel uit van de toenmalige gemeente Kethel en Spaland. Tegenwoordig maakt Kandelaar deel uit van de voormalige Rotterdamse deelgemeente Overschie. Over de Kandelaarweg gaat zeker in de spits veel verkeer tussen Delft en Schiedam.

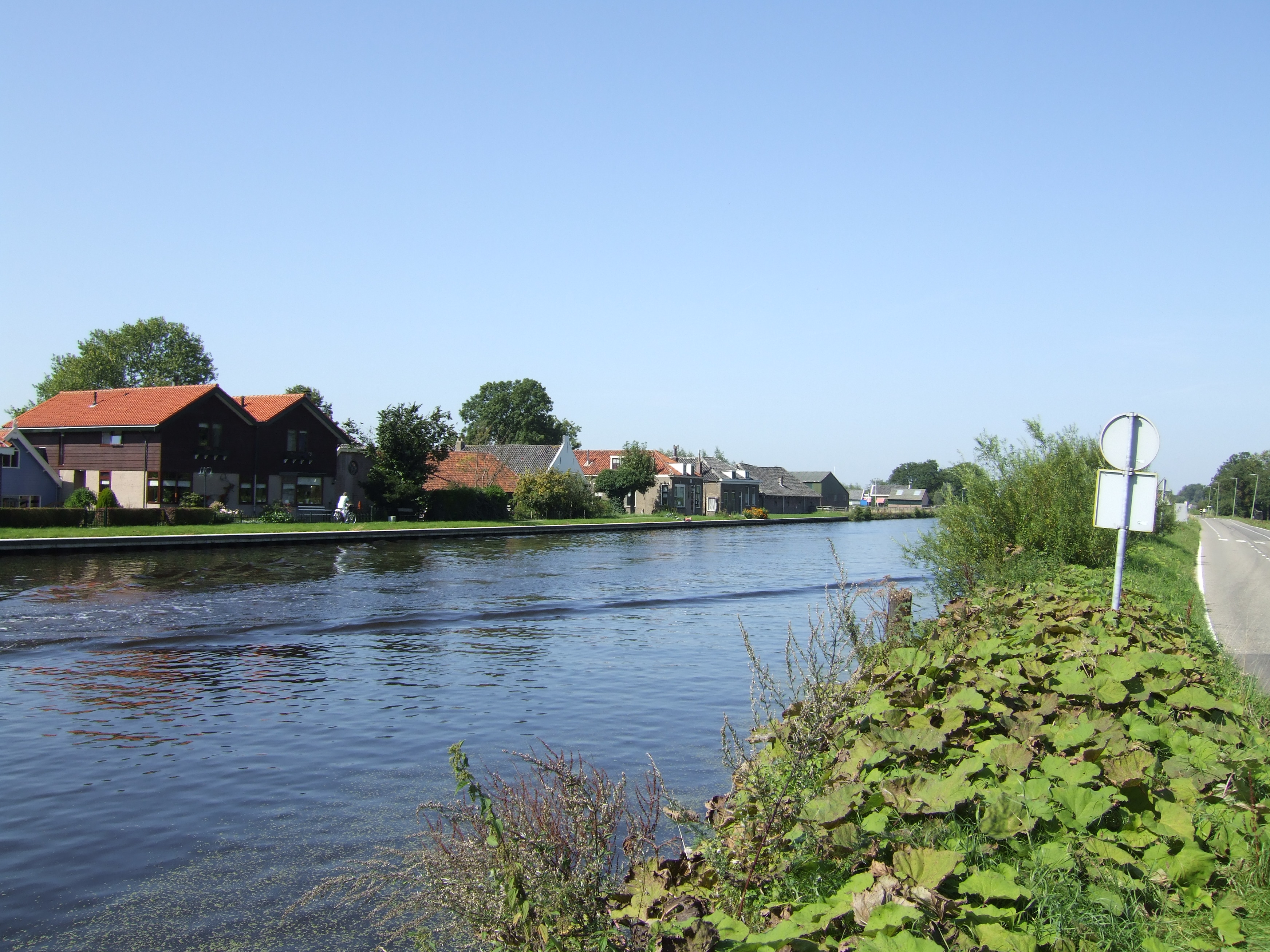
Kandelaar, gezien van de Delftweg

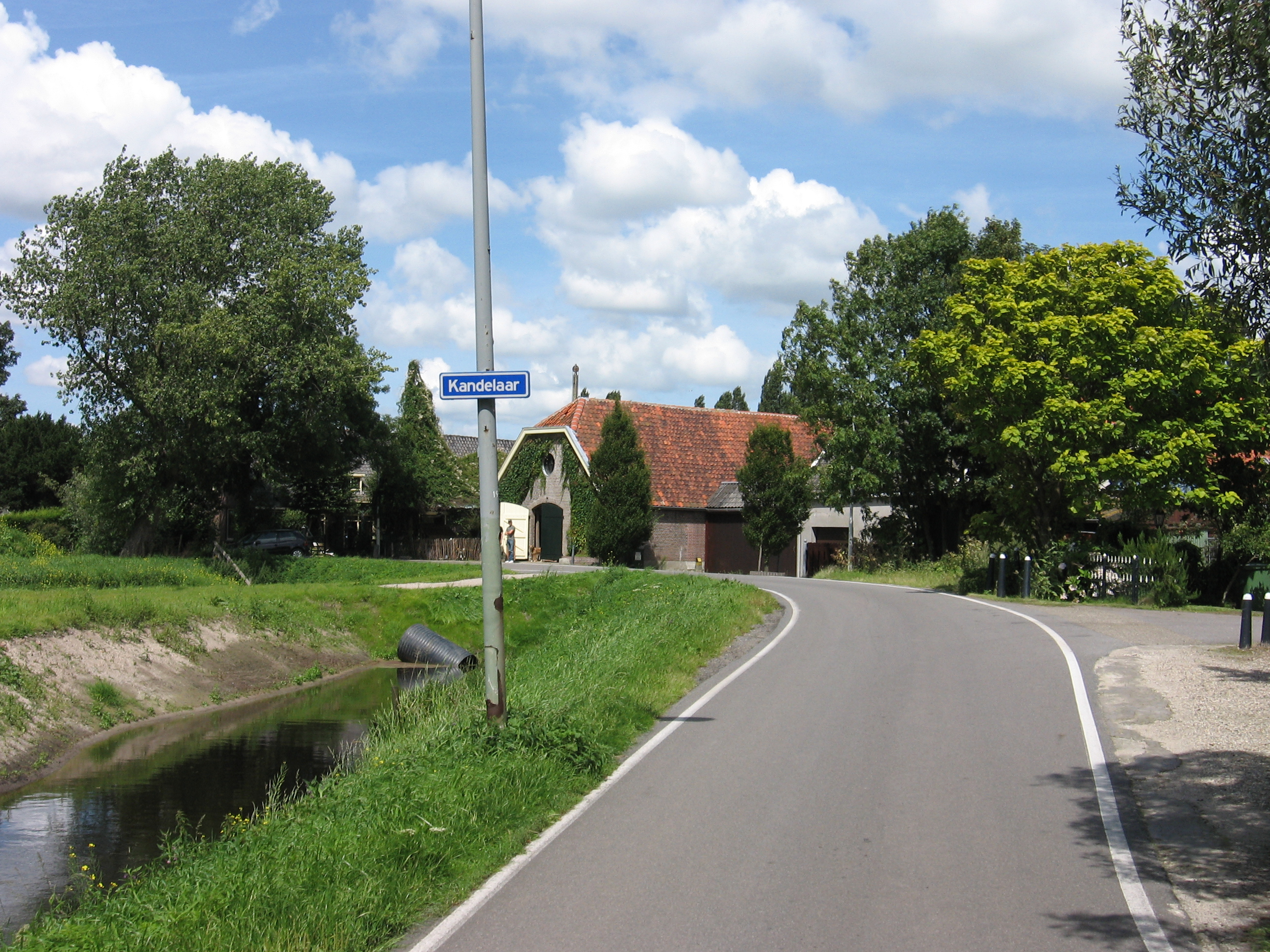
Kandelaar, gezien vanaf de Kandelaarweg

Kandelaar ·
Kleinpolder · 
Landzicht · 
Spaanse Polder · 
Zestienhoven ·
(Zweth)
Rotterdam Centrum ·
Rotterdam-Noord ·
Rotterdam-Oost ·
Rotterdam-West ·
Rotterdam-Zuid ·
110-Morgen ·
Afrikaanderwijk ·
Agniesebuurt ·
Bergpolder ·
Beverwaard ·
Blijdorp ·
Blijdorpse polder ·
Bloemhof ·
Boomgaardshoek ·
Bospolder-Tussendijken ·
CS-kwartier ·
Carnisserbuurt ·
Cool ·
Crooswijk ·
De Esch ·
De Veranda ·
Delfshaven ·
Delfshaven-Schiemond ·
Dijkzigt ·
Feijenoord ·
Gadering ·
Groenenhagen-Tuinenhoven ·
Groot-IJsselmonde ·
Heijplaat ·
Het Lage Land ·
Hillegersberg ·
Hillesluis ·
Homerusbuurt ·
Hordijkerveld ·
Kandelaar ·
Karl Marxbuurt ·
Katendrecht ·
Kiefhoek ·
Kleinpolder ·
Kleiwegkwartier ·
Kop van Zuid ·
Kralingen ·
Kralingse Veer ·
Kreekhuizen ·
Landzicht ·
Liskwartier ·
Lloydkwartier ·
Lombardijen ·
Meeuwenplaat ·
Middelland ·
Middengebied ·
Millinxbuurt ·
Molenlaankwartier ·
Molièrebuurt ·
Nesselande ·
Nieuw Engeland ·
Nieuw-Mathenesse ·
Nieuwe Westen ·
Nooddorp ·
Noordereiland ·
Ommoord ·
Oosterflank ·
Oud-Charlois ·
Oud-IJsselmonde ·
Oud-Mathenesse ·
Oude Noorden ·
Oude Westen ·
Oudeland ·
Overschie ·
Pendrecht ·
Prinsenland ·
Provenierswijk ·
Reyeroord ·
Rubroek ·
Sagenbuurt ·
Scheepvaartkwartier ·
Schiebroek ·
Schiemond ·
's-Gravenland ·
Smeetsland ·
Spaanse Polder ·
Spangen ·
Sportdorp ·
Stadsdriehoek ·
Struisenburg ·
Tarwewijk ·
Terbregge ·
Tussenwater ·
Varenbuurt ·
Vondelingenplaat ·
Vreewijk ·
Waalhaven ·
Westpunt ·
Wielewaal ·
Witte Dorp ·
Zalmplaat ·
Zenobuurt ·
Zestienhoven ·
Zevenkamp ·
Zomerland ·
Zuidwijk